# Berg (Gemeinde Köflach)
Berg ist eine Streusiedlung im Bezirk Voitsberg in der Weststeiermark, die im Gemeindegebiet von Köflach liegt.

## Ortsname und Geografie
Der Name Berg leitet sich wahrscheinlich vom mittelhochdeutschen bėre für Berghang, Berg oder Anhöhe ab. Der Ortsname bedeutet also so viel wie Siedlung am Berg.
Der Ort befindet sich im Nordosten der Stadtgemeinde Köflach, auf einer Anhöhe im Süden der Katastralgemeinde Gradenberg-Piber.

## Geschichte
Die erste urkundliche Erwähnung als am Perg erfolgte im Jahr 1541. Berg war ein hochmittelalterliches Rodungsgebiet und bestand zur damaligen Zeit aus Einzelhöfen und Einödfluren. Die Einwohner des Ortes gehörten bis 1848 zur Grundherrschaft und dem Werbbezirk der Herrschaft Piber.
Mit der Konstituierung der freien Gemeinden im Jahr 1850 kam Berg zur freien Ortsgemeinde Graden-Piber. Am 1. Januar 2015 wurde Graden im Zuge der Steiermärkischen Gemeindestrukturreform mit der Gemeinde Köflach zusammengelegt.

## Wirtschaft und Infrastruktur
Der Ort ist vor allem landwirtschaftlich geprägt. Außerdem gibt es mit dem Bergwirt ein Hotel und Restaurant, welches in den 1970er-Jahren ausgebaut wurde und unter anderem um ein Hallenbad und eine Diskothek erweitert wurde.

## Bauwerke
In Berg gibt es mehrere Pfeilerbildstöcke. Das Pongritzkreuz wurde im 18. Jahrhundert als Pestkreuz errichtet und hat eine Nische mit einer Lourdesmadonna aus Gips, welche sich heute unter einem Glassturz befindet. Das Stumpf im Berg-Kreuz ist ebenfalls ein ehemaliges Pestkreuz aus dem 18. Jahrhundert und zeigt ein Bild des unbefleckten Herzes Mariäs. Das Stumpf im Dorf-Kreuz ist auch ein Pestkreuz aus dem 18. Jahrhundert und dient heute als Prozessionskreuz. Das 1965 am Wolfleitenweg beim Bergwirt errichtete Bäckkreuz dient als Ort für die Maiandacht sowie für die Fleischweihe und seine Nische beherbergt an festlichen Anlässen vorübergehend eine barocke Pietà.